# Washington Redskins 2009
La stagione 2009 dei Washington Redskins è stata la 78ª della franchigia nella National Football League e la 72ª a Washington. La squadra scese da un record di 8-8 a uno di 4-12, portando al licenziamento dell'allenatore Jim Zorn dopo due stagioni.

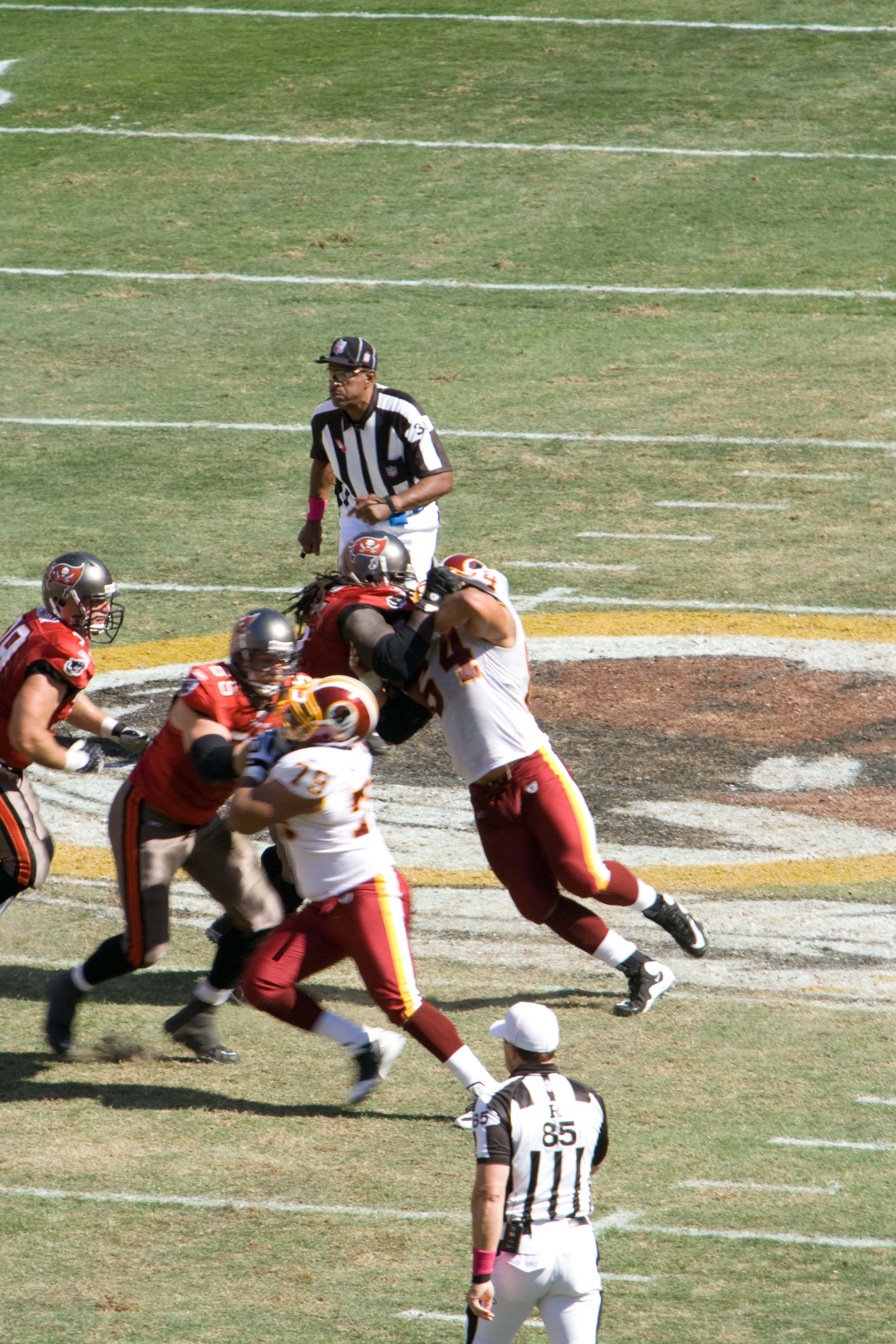
La gara contro Tampa Bay del 7 ottobre

## Roster
| Roster dei Washington Redskins nel 2009 |
| --- |
| Quarterback - 10 Richard Bartel - 17 Jason Campbell - 15 Todd Collins Running Back - 31 Rock Cartwright - 35 Quinton Ganther - 24 P.J. Hill - 32 Marcus Mason - 45 Mike Sellers FB Wide Receiver - 12 Malcolm Kelly - 84 Marko Mitchell - 89 Santana Moss - 82 Antwaan Randle El PR - 11 Devin Thomas KR Tight End - 86 Fred Davis - 87 Todd Yoder Offensive Linemen - 66 Derrick Dockery G - 69 Paul Fanaika G - 74 Stephon Heyer T - 76 Levi Jones T - 63 Will Montgomery G/C - 61 Casey Rabach C - 73 William Robinson T - 50 Edwin Williams G/C Defensive Linemen - 79 Lorenzo Alexander DE - 99 Andre Carter DE - 93 Phillip Daniels DE - 64 Kedric Golston DT - 96 Cornelius Griffin DT - 92 Albert Haynesworth DT - 91 Rob Jackson DE - 94 Anthony Montgomery DT - 97 Renaldo Wynn DE Linebacker - 54 H.B. Blades ILB - 55 Alvin Bowen OLB - 59 London Fletcher ILB - 56 Curtis Gatewood OLB - 58 Robert Henson ILB - 52 Rocky McIntosh OLB - 98 Brian Orakpo OLB - 95 Chris Wilson OLB Defensive Back - 25 Kevin Barnes CB - 23 DeAngelo Hall CB - 29 Lendy Holmes SS - 30 LaRon Landry FS - 40 Marcus McCauley CB - 41 Kareem Moore FS - 22 Carlos Rogers CB - 27 Fred Smoot CB - 20 Justin Tryon CB - 34 Byron Westbrook CB Special Team - 67 Ethan Albright LS - 4 Graham Gano K - 3 Hunter Smith P Lista delle riserve - 46 Ladell Betts RB (IR) - 5 Colt Brennan QB (IR) - 47 Chris Cooley TE/FB (IR) - 37 Reed Doughty SS (IR) - 48 Chris Horton SS (IR) - 90 Jeremy Jarmon DE (IR) - 26 Clinton Portis RB (IR) - 75 Chad Rinehart G (IR) - 60 Chris Samuels OT (IR) - 77 Randy Thomas G (IR) - 36 Eddie Williams FB (IR) - 71 Mike Williams G/T (IR) Squadra di allenamento - 39 Anthony Alridge RB - 13 Anthony Armstrong WR - 24 Doug Dutch CB - 38 Jonathan Evans FB - 62 Antoine Holmes DT - 68 Clint Oldenburg OT - 14 James Robinson WR - 72 J.D. Skolnitsky DE |
| Legenda - I rookie sono in corsivo. - Il primo ruolo è il principale mentre gli eventuali successivi indicano i ruoli secondari. - (IR) sta per Injured Reserve ed indica la lista ristretta per un solo giocatore infortunato che può tornare ad allenarsi dopo la settimana 6 e a rientrare in prima squadra dopo che questa ha giocato 8 partite. - (NF-Inj.) / (NF-Ill.) stanno rispettivamente per Non-Football Injured e Non-Football Illness ed indicano le liste dove viene inserito un giocatore che ha un infortunio o una malattia non dipendente dal football americano. - (PUP) sta per Physically Unable to Perform ed indica la lista dove viene inserito un giocatore mentre è in attesa di recuperare la condizione fisica. Nella stagione regolare dopo la sesta partita giocata dalla propria squadra, il giocatore ha tempo tre settimane per riprendere ad allenarsi, più tre settimane aggiuntive dal suo rientro agli allenamenti per rientrare in prima squadra. |

## Calendario
| Stagione regolare |                    |                        |                    |                    |                                 |                    |                    |                    |                    |
| Turno             | Data               | Avversario             | Risultato          | Record             | Stadio                          | Sintesi            |                    |                    |                    |
| 1                 | 13 settembre       | at New York Giants     | S 17–23            | 0–1                | Giants Stadium                  | Recap              |                    |                    |                    |
| 2                 | 20 settembre       | St. Louis Rams         | V 9–7              | 1–1                | FedExField                      | Recap              |                    |                    |                    |
| 3                 | 27 settembre       | at Detroit Lions       | S 14–19            | 1–2                | Ford Field                      | Recap              |                    |                    |                    |
| 4                 | 4 ottobre          | Tampa Bay Buccaneers   | V 16–13            | 2–2                | FedExField                      | Recap              |                    |                    |                    |
| 5                 | 11 ottobre         | at Carolina Panthers   | S 17–20            | 2–3                | Bank of America Stadium         | Recap              |                    |                    |                    |
| 6                 | 18 ottobre         | Kansas City Chiefs     | S 6–14             | 2–4                | FedExField                      | Recap              |                    |                    |                    |
| 7                 | 26 ottobre         | Philadelphia Eagles    | S 17–27            | 2–5                | FedExField                      | Recap              |                    |                    |                    |
| 8                 | Settimana di pausa | Settimana di pausa     | Settimana di pausa | Settimana di pausa | Settimana di pausa              | Settimana di pausa | Settimana di pausa | Settimana di pausa | Settimana di pausa |
| 9                 | 8 novembre         | at Atlanta Falcons     | S 17–31            | 2–6                | Georgia Dome                    | Recap              |                    |                    |                    |
| 10                | 15 novembre        | Denver Broncos         | V 27–17            | 3–6                | FedExField                      | Recap              |                    |                    |                    |
| 11                | 22 novembre        | at Dallas Cowboys      | S 6–7              | 3–7                | Cowboys Stadium                 | Recap              |                    |                    |                    |
| 12                | 29 novembre        | at Philadelphia Eagles | S 24–27            | 3–8                | Lincoln Financial Field         | Recap              |                    |                    |                    |
| 13                | 6 dicembre         | New Orleans Saints     | S 30–33 (dts)      | 3–9                | FedExField                      | Recap              |                    |                    |                    |
| 14                | 13 dicembre        | at Oakland Raiders     | V 34–13            | 4–9                | Oakland–Alameda County Coliseum | Recap              |                    |                    |                    |
| 15                | 21 dicembre        | New York Giants        | S 12–45            | 4–10               | FedExField                      | Recap              |                    |                    |                    |
| 16                | 27 dicembre        | Dallas Cowboys         | S 0–17             | 4–11               | FedExField                      | Recap              |                    |                    |                    |
| 17                | 3 gennaio          | at San Diego Chargers  | S 20–23            | 4–12               | Qualcomm Stadium                | Recap              |                    |                    |                    |

## Classifiche
| NFC East                |    |    |   |      |     |      |     |     |     |
|                         | V  | S  | P | %    | DIV | CONF | PF  | PS  | STR |
| (3) Dallas Cowboys      | 11 | 5  | 0 | .688 | 4–2 | 9–3  | 361 | 250 | V3  |
| (6) Philadelphia Eagles | 11 | 5  | 0 | .688 | 4–2 | 9–3  | 429 | 337 | S1  |
| New York Giants         | 8  | 8  | 0 | .500 | 4–2 | 6–6  | 402 | 427 | S2  |
| Washington Redskins     | 4  | 12 | 0 | .250 | 0–6 | 2–10 | 266 | 336 | S3  |